# Nagda
Nagda é uma cidade e um município no distrito de Ujjain, no estado indiano de Madhya Pradesh.

## Geografia
Nagda está localizada a 22° 47′ N, 75° 16′ L. Tem uma altitude média de 529 metros (1 735 pés).

## Demografia
Segundo o censo de 2001, Nagda tinha uma população de 96 525 habitantes. Os indivíduos do sexo masculino constituem 52% da população e os do sexo feminino 48%. Nagda tem uma taxa de literacia de 69%, superior à média nacional de 59,5%: a literacia no sexo masculino é de 77% e no sexo feminino é de 60%. Em Nagda, 14% da população está abaixo dos 6 anos de idade.